# Speravo de morì prima
Speravo de morì prima è una miniserie televisiva italiana del 2021, basata sulla biografia Un capitano scritta da Paolo Condò in collaborazione con Francesco Totti.
La serie, sviluppata da Stefano Bises e Michele Astori e diretta da Luca Ribuoli, si concentra sugli ultimi anni di carriera di Totti nella Roma. Ai Globi d'oro è stata riconosciuta come miglior serie TV.

## Trama
Nel 2016, all'alba dei quarant'anni, Francesco Totti, capitano della Roma, sa che il momento in cui dovrà ritirarsi si avvicina, ma spera di poter giocare ancora qualche anno. Il ritorno alla Roma dell'allenatore Luciano Spalletti mette a rischio i suoi piani. Spalletti, un tempo suo grande estimatore e amico, appare come un uomo diverso, aggressivo, e così Totti deve lottare per poter continuare a giocare e dire addio al calcio secondo le sue regole.

## Puntate
| n° | Titolo     | Prima TV      |
| -- | ---------- | ------------- |
| 1  | Episodio 1 | 19 marzo 2021 |
| 2  | Episodio 2 | 19 marzo 2021 |
| 3  | Episodio 3 | 26 marzo 2021 |
| 4  | Episodio 4 | 26 marzo 2021 |
| 5  | Episodio 5 | 2 aprile 2021 |
| 6  | Episodio 6 | 2 aprile 2021 |

### Episodio 1
Francesco Totti a 39 anni sta recuperando da un infortunio e pensa solo a ritornare in campo mentre la moglie Ilary cerca di fargli capire che deve iniziare a pensare al ritiro ma lui non ne vuole sapere. Quando al posto di Rudi Garcia ad allenare la Roma torna Luciano Spalletti, Francesco pensa di poter stare tranquillo dato che aveva lavorato bene con l’allenatore toscano ma questo non ha dimenticato che il Capitano non lo aveva difeso quando era stato esonerato anni prima e quindi inizia a trattarlo male anche davanti ai compagni di squadra facendogli capire che la musica è cambiata.
- Altri interpreti: Federico Tocci (Enzo Totti da giovane), Eugenia Costantini (Fiorella Totti da giovane), Martina Lelio (Lorena), Tommaso Ragno (direttore del carcere), Mattia Sbragia (prof. Mariani), Roberto Zibetti (Rudi Garcia), Alberto Basaluzzo (Mauro Baldissoni).

### Episodio 2
Totti e Spalletti sono ormai ai ferri corti: l’allenatore non concede spazio al Capitano e alla stampa fa capire che lui sta allenando la Roma e non soltanto Francesco Totti. Dopo uno sfogo durante un’intervista al TG1, Totti non viene convocato da Spalletti per la sfida con il Palermo e così il Capitano attacca duramente il mister. Francesco si presenta in tribuna con la moglie e viene acclamato dai tifosi mentre Spalletti viene fischiato da tutto lo stadio.
- Altri interpreti: Antonello Fassari (Fra' Fulgenzio), Paolo Calabresi (Don Luca), Andrea Lolli (capo condominio).

### Episodio 3
Francesco ripensa al suo infortunio del 2006 che avrebbe potuto fargli saltare i Mondiali poi vinti dall’Italia e al rapporto fraterno che aveva con Antonio Cassano. Totti continua a giocare poco ma quando entra segna gol pesanti. Dopo la gara con l’Atalanta negli spogliatoi arriva quasi alle mani con Spalletti.
- Altri interpreti: Ricky Memphis (ferramenta), Gabriel Montesi (Antonio Cassano), Stefano Davanzati (Marcello Lippi), Mattia Sbragia (prof. Mariani).

### Episodio 4
Il direttore generale Mauro Baldissoni fa capire a Totti che gli verrà rinnovato il contratto per un'ultima stagione e che poi potrà entrare in dirigenza; sua moglie gli chiede di andare a giocare all’estero per chiudere la carriera con dignità. Francesco, pur deluso dal trattamento che sta ricevendo, chiede consiglio ad Andrea Pirlo e Alessandro Del Piero sui campionati stranieri ma vuole chiudere con la Roma. Ripensa alla sua storia con Ilary da quando l’ha conosciuta nel 2002 e a quando all’età di 12 anni con la famiglia aveva rifiutato la corte di Ariedo Braida, dirigente del Milan.
- Guest: Andrea Pirlo (se stesso), Alessandro Del Piero (se stesso).
- Altri interpreti: Federico Tocci (Enzo Totti da giovane), Eugenia Costantini (Fiorella Totti da giovane), Maurizio Marchetti (James Pallotta), Alberto Basaluzzo (Mauro Baldissoni), Luca Della Bianca (Ariedo Braida).

### Episodio 5
Totti alla festa per i suoi 40 anni invita anche Spalletti il quale gli regala un modellino dell’auto di Ritorno al futuro umiliandolo nuovamente davanti a tutti. Baldissoni insiste e chiede a Francesco di annunciare che sarà il suo ultimo derby da calciatore ma lui non ne vuole sapere anche se si sta arrendendo al fatto che a breve sarà costretto a smettere.
- Altri interpreti: Federico Tocci (Enzo Totti da giovane), Gabriel Montesi (Antonio Cassano), Renato Marchetti (James Pallotta), Alberto Basaluzzo (Baldissoni).

### Episodio 6
Spalletti vuole che Totti scelga come giocare la sua ultima partita ma il Capitano risponde che può fare come vuole e che la Roma viene prima di tutto dovendo conquistare ancora la qualificazione alla prossima Champions. Francesco però è triste perché non sa cosa succederà dopo che avrà smesso e la moglie lo aiuta a scrivere il discorso d’addio. 
28 maggio 2017. Francesco gioca i suoi ultimi minuti con la maglia che ha sempre indossato in occasione Roma-Genoa e al termine della gara la tifoseria dell’Olimpico gli rende omaggio dopo il suo discorso commovente. Francesco sogna poi di continuare a giocare con la Roma grazie al rinnovo offertogli dal Presidente James Pallotta. 
- Guest: Francesco Totti (se stesso).
- Altri interpreti: Federico Tocci (Enzo Totti da giovane), Eugenia Costantini (Fiorella Totti da giovane), Corrado Guzzanti (Don Ma'), Giancarlo Previati (Vujadin Boškov), Martina Lelio (Lorena), Maurizio Marchetti (James Pallotta), Fabrizio Coniglio (dottore).

## Personaggi e interpreti

### Principali
- Francesco Totti, interpretato da Pietro Castellitto, da Roberto Torri (a 16 anni) e da se stesso (nell'ultimo episodio).
- Ilary Blasi, interpretata da Greta Scarano.
- Luciano Spalletti, interpretato da Gianmarco Tognazzi.
- Fiorella Totti, interpretata da Monica Guerritore (adulta) e da Eugenia Costantini (giovane).
- Enzo Totti, interpretato da Giorgio Colangeli (adulto) e da Federico Tocci (giovane).

### Ricorrenti
- Giancarlo Pantano, interpretato da Primo Reggiani. 
 Amico di Francesco.
- Angelo Marrozzini, interpretato da Alessandro Bardani. 
 Amico di Francesco.
- Vito Scala, interpretato da Massimo De Santis. 
 Storico preparatore di Francesco.
- Rudi Garcia, interpretato da Roberto Zibetti.
- Direttore del carcere, interpretato da Tommaso Ragno.
- Daniele De Rossi, interpretato da Marco Rossetti.
- Miralem Pjanić, interpretato da Ascanio Balbo.
- Antonio Cassano, interpretato da Gabriel Montesi.
- Mohamed Salah, interpretato da El Mesery Emad.
- Marcello Lippi, interpretato da Stefano Davanzati.
- James Pallotta, interpretato da Maurizio Marchetti.
- Vujadin Boškov, interpretato da Giancarlo Previati.
- Alessandro Del Piero, interpretato da se stesso.
- Andrea Pirlo, interpretato da se stesso.
- Mauro Baldissoni, interpretato da Alberto Basaluzzo.
- Cristian Totti, interpretato da Flavio Corazza.
- Chanel Totti, interpretata da Alisa Moldovan.
- Ariedo Braida, interpretato da Luca Della Bianca.
- Presidente della Fortitudo, interpretato da Milo Vallone.
- Fra' Fulgenzio, interpretato da Antonello Fassari. 
 Bizzarro frate nel quale si imbattono Francesco e Vito Scala fuggendo da un ristorante romano.
- Don Luca, interpretato da Paolo Calabresi. 
 Prete della parrocchia di Fiorella Totti.
- Don Ma', interpretato da Corrado Guzzanti.
- Capo condominio, interpretato da Andrea Lolli.
- Ferramenta, interpretato da Ricky Memphis. 
 Ferramenta che nel sogno di Francesco vende le viti per la sua operazione al prof. Mariani.
- Professor Mariani, interpretato da Mattia Sbragia. 
 Chirurgo di molti calciatori.
- Tifoso in carcere, interpretato da Giovanni Nasta.
- Capo ultrà del Milan, interpretato da Giacomo Pozzetto.

### Musicisti
- Lovesick Duo[1]

## Produzione
La serie venne annunciata nel luglio 2020, poco prima dell'inizio delle riprese.

## Promozione
Tra gennaio e febbraio 2021 vengono pubblicate le prime clip della serie, seguite poco dopo dal trailer ufficiale.

## Distribuzione
La miniserie ha debuttato il 19 marzo 2021 su Sky Atlantic e in streaming su Now.
Viene trasmessa in replica in chiaro su TV8 dal 30 marzo al 13 aprile 2022.

## Riconoscimenti
- 2021 – Globo d'oro[7]
  - Miglior serie TV